# KNVB beker 1994-1995
La Coppa d'Olanda 1994-1995 (vero nome: KNVB Beker o Amstel Cup per ragioni di sponsor) fu la 77ª edizione della coppa nazionale dei Paesi Bassi.

## 1º Turno preliminare
Giocati tra il 2 e l'8 giugno 1994
| Squadra 1        | Risultato   | Squadra 2       |
| ---------------- | ----------- | --------------- |
| SV Babberich     | 2 - 2 (dts) | Enschede        |
| Quick '20        | 1 - 5       | De Treffers     |
| Genemuiden       | 1 - 2       | SVBO            |
| HSV Hoek         | 1 - 1 (dts) | Achilles Veen   |
| Blauw-Wit        | 0 - 6       | HVV Hollandia   |
| DCV              | 0 - 1       | VV Rozenburg    |
| HZVV             | 0 - 0       | VV Appingedam   |
| DOS Kampen       | 4 - 0       | Be Quick 1887   |
| Nieuw Woensel    | 1 - 0       | RKVV Volharding |
| IJsselmeervogels | 1 - 2       | ADO '20         |
| Lisse            | 4 - 0       | Zwart-Wit '28   |
| SV Heerlen Sport | 2 - 4       | SV Panningen    |
| VVOG             | 4 - 3       | VV Geldrop/AEK  |
| Quick Den Haag   | 2 - 5       | Quick Boys      |
| ADO Den Haag     | 5 - 1       | VV Nieuwenhoorn |
| Baronie          | 3 - 2       | Papendrecht     |
| RKSVO            | 2 - 7       | TSV Longa       |
| RKVVL            | 2 - 5       | Jong RBC        |
| USV Holland      | 2 - 2 (dts) | GVVV            |

### 2º Turno preliminare
Giocato il 9,14 e 15 giugno 1994.
| Squadra 1   | Risultato | Squadra 2 |
| ----------- | --------- | --------- |
| VVOG        | 1 - 2     | Lisse     |
| SVBO        | 2 - 0     | FVC       |
| De Treffers | 0 - 3     | Baronie   |

## Fase a gruppi
Giocati tra il 13 agosto e il 13 settembre 1994.
Group 1
| Team           | Pts |
| -------------- | --- |
| 1. Veendam 1   | 6   |
| 2. Groningen E | 4   |
| 3. FC Emmen 1  | 2   |
| 4. ACV A       | 0   |

Group 2
| Team                | Pts |
| ------------------- | --- |
| 1. sc Heerenveen E  | 5   |
| 2. Cambuur Leeuw. 1 | 5   |
| 3. HZVV A           | 2   |
| 4. DOS Kampen A     | 0   |

Group 3
| Team             | Pts |
| ---------------- | --- |
| 1. Twente E      | 6   |
| 2. SC Heracles 1 | 4   |
| 3. RKVV Stevo A  | 2   |
| 4. SVBO A        | 0   |

Group 4
| Team                 | Pts |
| -------------------- | --- |
| 1. Go Ahead Eagles E | 6   |
| 2. Young Ajax        | 4   |
| 3. FC Zwolle 1       | 2   |
| 4. VV DOVO A         | 0   |

Group 5
| Team              | Pts |
| ----------------- | --- |
| 1. VVV-Venlo 1    | 5   |
| 2. MVV E          | 5   |
| 3. SV Panningen A | 2   |
| 4. SV Meerssen A  | 0   |

Group 6
| Team                 | Pts |
| -------------------- | --- |
| 1. Roda JC E         | 4   |
| 2. FC Eindhoven 1    | 4   |
| 3. Fortuna Sittard 1 | 4   |
| 4. Nieuw Woensel A   | 0   |

Group 7
| Team               | Pts |
| ------------------ | --- |
| 1. Willem II E     | 6   |
| 2. Helmond Sport 1 | 4   |
| 3. Young RBC       | 2   |
| 4. TSV LONGA A     | 0   |

Group 8
| Team            | Pts |
| --------------- | --- |
| 1. RBC 1        | 5   |
| 2. NAC Breda E  | 4   |
| 3. VV Baronie A | 2   |
| 4. HSV Hoek A   | 1   |

Group 9
| Team                | Pts |
| ------------------- | --- |
| 1. De Graafschap 1  | 4   |
| 2. NEC E            | 4   |
| 3. TOP Oss 1        | 4   |
| 4. RKSV Babberich A | 0   |

Group 10
| Team              | Pts |
| ----------------- | --- |
| 1. RKC Waalwijk E | 5   |
| 2. FC Den Bosch 1 | 5   |
| 3. VV Katwijk A   | 2   |
| 4. Quick Boys A   | 2   |

Group 11
| Team               | Pts |
| ------------------ | --- |
| 1. FC Volendam E   | 5   |
| 2. AZ Alkmaar 1    | 5   |
| 3. HVV Hollandia A | 2   |
| 4. ADO '20 A       | 0   |

Group 12
| Team             | Pts |
| ---------------- | --- |
| 1. Telstar 1     | 6   |
| 2. Utrecht E     | 4   |
| 3. HFC Haarlem 1 | 2   |
| 4. USV Holland A | 0   |

Group 13
| Team              | Pts |
| ----------------- | --- |
| 1. ADO Den Haag 1 | 4   |
| 2. Dordrecht'90 E | 4   |
| 3. ADO A          | 3   |
| 4. VSV TONEGIDO A | 2   |

Group 14
| Team              | Pts |
| ----------------- | --- |
| 1. Sparta E       | 6   |
| 2. Excelsior 1    | 3   |
| 3. FC Lisse A     | 2   |
| 4. VV Rozenburg A | 1   |

 E Eredivisie; 1 Eerste Divisie; A Squadre dilettanti 

## Fase a eliminazione diretta

### 1º Turno
Giocato il 5 ottobre 1994.
| Squadra 1       | Risultato   | Squadra 2        |
| --------------- | ----------- | ---------------- |
| AZ Alkmaar      | 2 - 0       | VVV-Venlo        |
| Twente          | 2 - 0       | RKC Waalwijk     |
| Helmond Sport   | 1 - 4       | Sparta Rotterdam |
| De Graafschap   | 1 - 2       | Utrecht          |
| Groningen       | 1 - 2       | Feyenoord        |
| Telstar         | 1 - 1 (dts) | NAC Breda        |
| Dordrecht       | 1 - 0       | MVV              |
| Excelsior       | 0 - 3       | Jong Ajax        |
| Willem II       | 5 - 1       | Eindhoven        |
| N.E.C.          | 4 - 2       | Go Ahead Eagles  |
| PSV             | 3 - 2 (dts) | Roda JC          |
| Heerenveen      | 3 - 2 (dts) | Cambuur          |
| Volendam        | 3 - 2       | Vitesse          |
| Ajax            | 3 - 1       | Den Bosch        |
| RBC Roosendaal  | 2 - 3       | ADO Den Haag     |
| Heracles Almelo | 2 - 1       | Veendam          |

### Ottavi
Giocati il 30 novembre 1994.
| Squadra 1       | Risultato   | Squadra 2        |
| --------------- | ----------- | ---------------- |
| Utrecht         | 3 - 1       | Twente           |
| Volendam        | 3 - 0       | AZ Alkmaar       |
| Heracles Almelo | 2 - 1 (dts) | Sparta Rotterdam |
| Jong Ajax       | 2 - 0       | Dordrecht        |
| Willem II       | 1 - 1 (dts) | Feyenoord        |
| N.E.C.          | 0 - 3       | Ajax             |
| ADO Den Haag    | 0 - 2       | NAC Breda        |
| PSV             | 0 - 1       | Heerenveen       |

### Quarti
Giocati il 24 e 25 febbraio e l'8 marzo 1995.
| Squadra 1       | Risultato   | Squadra 2 |
| --------------- | ----------- | --------- |
| Heerenveen      | 3 - 2 (dts) | NAC Breda |
| Heracles Almelo | 0 - 1       | Volendam  |
| Jong Ajax       | 1 - 2       | Utrecht   |
| Ajax            | 1 - 2 (dts) | Feyenoord |

### Semifinali
Giocate il 22 marzo 1995.
| Squadra 1  | Risultato | Squadra 2 |
| ---------- | --------- | --------- |
| Utrecht    | 0 - 1     | Volendam  |
| Heerenveen | 0 - 1     | Feyenoord |

### Finale
Giocata il 25 maggio 1995 nello Stadion Feijenoord, Rotterdam.
| Squadra 1 | Risultato | Squadra 2 |
| --------- | --------- | --------- |
| Feyenoord | 2 - 1     | Volendam  |

|  | Feyenoord | 2 – 1 | Volendam |  |